# (570) Kythera
(570) Kythera ist ein Asteroid des Hauptgürtels, der am 30. Juli 1905 von Max Wolf entdeckt wurde.
Der Asteroid ist nach Kythira, einer der Ionischen Inseln Griechenlands, benannt.